# Tall Salmu
Tall Salmu (arab. تل سلمو) – miejscowość w Syrii, w muhafazie Idlib. W 2004 roku liczyła 1679 mieszkańców.